# 잠실 돔구장
잠실 돔구장은 대한민국 서울특별시가 추진 중인 영동 MICE 종합 개발 계획으로 건설 추진중인 개폐식 돔구장이다. 잠실 돔구장이 완공하게 되면 고척스카이돔에 이어 두 번째 돔구장이 된다. 현재 돔구장을 만들자는 서명 운동이 개최되는 등 활력을 불어넣고 있으며 한전 부지 감정가의 40%에 해당하는 기부채납액으로 지을 것으로 보였는데  KDB, GS건설, 대림건설 등 17개사가 참여한 한국무역협회 컨소시엄은 서울시가 발표한 마스터플랜을 바탕으로 잠실운동장 일대 33만4천605㎡ 크기 부지에 총 사업비 2조4천9178억원을 투자하는 '올림픽 트레이드 파크'로 만드는 내용의 민간투자사업 제안서를 제출해 구체적인 민간투자에 대한 계획이 드러났는데 그중 야구장 신축에 3천억원 정도 투자한다고 밝혀 어느 민간 투자금액으로 지을지 미정이다.